# Osterwedde (Adelsgeschlecht)

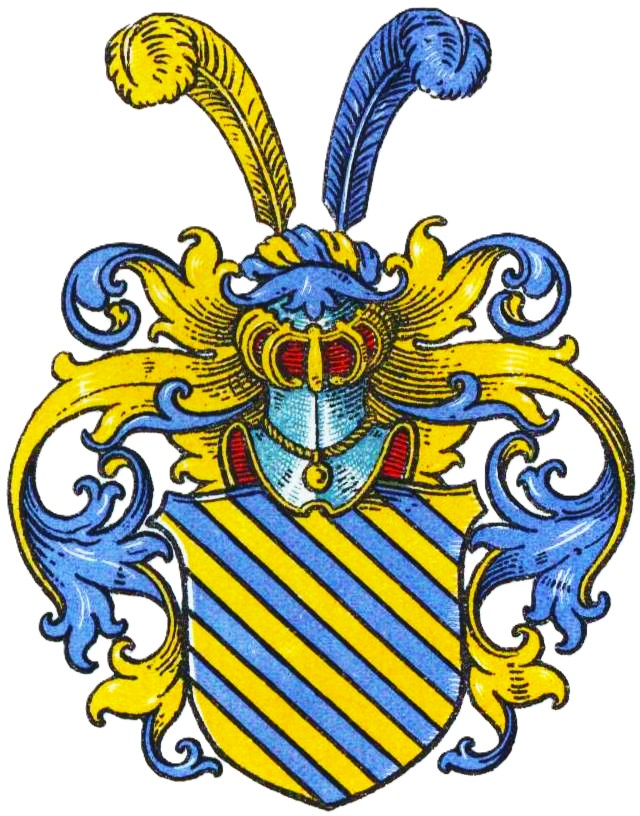
Wappen derer von Osterwede im Wappenbuch des Westfälischen Adels

Osterwedde (auch Osterwede o. ä.) ist der Name eines erloschenen niedersächsischen Adelsgeschlechts.

## Geschichte
Das Geschlecht stammt von einem namensgebenden Stammsitz Haus Osterwede im heutigen Steinbild, einem Ortsteil von Kluse im Landkreis Emsland. Erstmals urkundlich erwähnt wird das Geschlecht am 31. Dezember 1303, als Abt Heinrich von Corvey seine Ministerialen Heinrich von Osterwedde, Sohn des Ritters Heinrich, und Heinrich von Meppen, Sohn von Otto, mit dem Münsteraner Bischof Otto III. von Rietberg gegen die Knappen Eberhard, Hermann und Johann von Schwenke tauschte. Haus Osterwedde wurde dadurch wohl zu einem münsterschen Lehen, denn Johann von Osterwedde wurde 1364 vom Münsteraner Bischof mit der Osterwedder Wohnung, 11 Mark aus den Geleiteinkünften, die „Konigeshure“ genannt wurden, dem Haus des Hampe in Aschendorf und dem halben Zoll aus Wagen, aus Geleiten und aus Schiffen, der sogenannten „Utledinge“ belehnt. Johanns gleichnamiger Sohn erscheint 1390 als Beisitzer im Gericht zu Heede und 1399 als Verbündeter des Münsteraner Bischofs Otto IV. von Hoya in einer Fehde gegen den Grafen Nikolaus von Tecklenburg. 1402 und 1410 wurde derselbe vom Bischof von Osnabrück mit einigen Zehnten belehnt. Nach Johann ging Haus Osterwedde auf dessen Tochter Grete und ihren Ehemann Rotger von Cloedt über (Belehnung des Rotgers im Jahr 1424), während Johanns Sohn Heinrich von Osterwedde Burgmann zu Cloppenburg wurde, wo er vom Bischof von Münster ab 1424 ein Burglehen hatten. Wenig später scheint das Geschlecht ausgestorben zu sein.

## Wappen
Blasonierung: In Gold sechs blaue Schrägrechtsbalken. Auf dem blau-golden bewulsteten Helm mit blau-goldenen Helmdecken eine goldenen und eine blaue Straußenfeder.